# Justin Herbert
Justin Patrick Herbert (* 10. März 1998 in Eugene, Oregon) ist ein US-amerikanischer American-Football-Spieler auf der Position des Quarterbacks. Er spielt für die Los Angeles Chargers in der National Football League (NFL). Herbert spielte College Football für die Oregon Ducks und wurde im NFL Draft 2020 als sechster Spieler insgesamt ausgewählt.

## Frühe Jahre
Herbert besuchte die Sheldon High School in Eugene, Oregon, und spielte dort bereits Quarterback für das Footballteam der Schule. Im Abschlussjahr 2015 warf er 3.130 Yards für 37 Touchdowns.

## College
Von 2016 bis 2019 besuchte Herbert die University of Oregon und spielte dort College Football für die Oregon Ducks in der Pacific-12 Conference. Er wählte das College seiner Heimatstadt vor möglichen Angeboten bei der Montana State University, der University of Nevada, der Northern Arizona University und der Portland State University. Bei den Oregon Ducks war er von seiner ersten Saison an Starter, insgesamt bestritt er 44 Partien für Oregon. Im letzten Spiel seiner College-Karriere gewann er mit den Ducks den Rose Bowl und wurde als Offensive MVP des Spiels ausgezeichnet.

### Statistik
| Jahr   | Team         | Spiele | Pässe | Versuche | Passquote | Yards  | TD | INT | Quarterback-Rating |
| ------ | ------------ | ------ | ----- | -------- | --------- | ------ | -- | --- | ------------------ |
| 2016   | Oregon Ducks | 9      | 162   | 255      | 63,5 %    | 1.936  | 19 | 4   | 148,8              |
| 2017   | Oregon Ducks | 8      | 139   | 206      | 67,5 %    | 1.983  | 15 | 5   | 167,5              |
| 2018   | Oregon Ducks | 13     | 240   | 404      | 59,4 %    | 3.151  | 29 | 8   | 144,6              |
| 2019   | Oregon Ducks | 14     | 286   | 428      | 66,8 %    | 3.471  | 32 | 6   | 156,8              |
| Gesamt | Gesamt       | 44     | 827   | 1.293    | 64,0 %    | 10.541 | 95 | 23  | 153,1              |

## NFL

### Saison 2020
Herbert wurde im NFL Draft 2020 an 6. Stelle von den Los Angeles Chargers ausgewählt, die in der Offseason den auslaufenden Vertrag mit ihrem langjährigen Starting Quarterback Philip Rivers nicht verlängert hatten, woraufhin dieser als Free Agent zu den Indianapolis Colts gewechselt war. Neben seinem großen Talent als Spieler wurde vor dem Draft immer wieder die eventuell fehlende Führungskraft von Herbert diskutiert, da er aus College-Zeiten als eher introvertierter Spieler galt. Sportlich zeichnete sich Herbert im College und NFL Combine vor allem durch einen starken Wurfarm aus, zeigte aber auch Schwächen in Wurfgenauigkeit und in der Spielübersicht auf. Am 25. Juli 2020 unterschrieb er bei den Chargers einen 4-jährigen Rookie-Vertrag mit einem Wert von 26,6 Millionen Dollar.
Herbert ging als Backup für Tyrod Taylor in seine Rookiesaison, kam jedoch bereits am 2. Spieltag zu seinem NFL-Debüt, nachdem der Chargers-Mannschaftsarzt versehentlich die Lunge des eigentlichen Starting-Quarterbacks Taylor punktiert hatte. Er konnte 311 Passing Yards verzeichnen, warf einen Touchdown und eine Interception, zudem erlief er einen Touchdown selbst. Die Chargers verloren das Spiel mit 20:23 nach Overtime gegen die Kansas City Chiefs. Er war der erst dritte Spieler der NFL-Geschichte, dem es gelang, in seinem ersten Karrierespiel mindestens 300 Yards sowie einen Rushing-Touchdown zu erzielen.
Nach einer mehr als soliden Leistung am 4. Spieltag bei der 31:38-Niederlage gegen die Tampa Bay Buccaneers mit 290 Yards, einer Completion-Quote von 80 % und 3 Touchdowns bei nur einer Interception, wurde er in der anschließenden Woche dauerhaft zum neuen Starting-Quarterback erklärt. Am darauffolgenden 5. Spieltag verloren die Chargers gegen die New Orleans Saints bei Monday Night Football ebenfalls knapp mit 27:30 in der Overtime. Herbert warf dabei 264 Yards und 4 Touchdowns. Damit gelangen ihm die meisten Touchdowns eines Rookies in einem Montagsspiel.
Durch seine Leistungen wurde er sowohl im Oktober als auch im November zum Offensive Rookie des Monats gewählt.
Am 16. Spieltag brach Herbert mit seinem 28. Saison-Touchdown den zuvor von Baker Mayfield aufgestellten Rookie-Rekord von 27 geworfenen Touchdowns. Im selben Spiel übertraf er als erst vierter Rookie-Quarterback die 4.000-Yard-Marke. Am Ende der Saison wurde Herbert als Offensive Rookie des Jahres ausgezeichnet. Er brach eine Vielzahl an Rookie-Rekorden, darunter die meisten Touchdown-Pässe (31), die meisten erfolgreichen Pässe (396) und die meisten Spiele mit über 300 Passing-Yards (8).
Die Chargers beendeten die Saison mit einer Bilanz von 7-9.

### Saison 2021
Zur Saison 2021 entließen die Chargers Anthony Lynn nach zwei Spielzeiten ohne Play-off-Teilnahme und verpflichteten Brandon Staley, zuvor Defensive Coordinator der Los Angeles Rams, als neuen Head Coach. Herbert begann die Saison mit 337 Yards Raumgewinn im Passspiel und verhalf den Chargers im Auftaktspiel gegen das Washington Football Team mit einem Touchdown im vierten Viertel zum Sieg. Er spielte abgesehen von einer kurzen Phase in der Saisonmitte überzeugend, wurde dreimal als AFC Offensive Player of the Week ausgezeichnet und wurde Ende der Saison erstmals in den Pro Bowl gewählt.
Mit 443 erfolgreichen Pässen, 5.014 Yards Raumgewinn im Passspiel und 38 Touchdownpässen brach Herbert jeweils die von Dan Fouts und Philip Rivers aufgestellten Franchise-Rekorde und erreichte als erster Quarterback der Chargers über 5.000 Yards in einer Saison. Zudem stellte er mit 9.350 Yards Raumgewinn im Passspiel und 69 Touchdownpässen jeweils neue Bestmarken für die ersten beiden Saisons eines Quarterbacks in der NFL auf. Trotz Herberts Leistungen und einer Bilanz von 9-8 verpassten die Chargers wie bereits im Vorjahr die Play-offs, nachdem sie am letzten Spieltag der Regular Season eine knappe 32:35-Niederlange in der Verlängerung gegen die Las Vegas Raiders hinnehmen mussten.

### Saison 2022
Trotz einiger Widrigkeiten, darunter Verletzungen an den Rippen früh in der Saison, zeigte Herbert in der Saison 2022 erneut seine Klasse als einer der besten jungen Quarterbacks der Liga. Er warf für insgesamt 4.739 Yards, 25 Touchdowns und 10 Interceptions und führte die Chargers zu einer Bilanz von 10-7, die ihnen einen Platz in den Playoffs sicherte. In der Wildcard-Runde der Playoffs erlitt das Team jedoch eine dramatische Niederlage gegen die Jacksonville Jaguars, nachdem sie eine 27-Punkte-Führung verspielt hatten.

### Saison 2023
Am 25. Juli 2023 einigte Herbert sich mit den Chargers auf eine Vertragsverlängerung um fünf Jahre im Wert von 262,5 Millionen US-Dollar, was ihn zum damaligen Zeitpunkt zum höchstbezahlten Quarterback der Liga machte. Die Saison 2023 war eine durchwachsene Saison. In 13 absolvierten Spielen erzielte er 3.134 Passing-Yards, 20 Touchdowns und 7 Interceptions, mit einer Passquote von 65,1 % und einem Quarterback-Rating von 93,2. Herberts Saison wurde durch Schwierigkeiten in der Offensive Line erschwert, was sich in 29 Sacks widerspiegelte. In Woche 14 gegen die Denver Broncos zog er sich einen Bruch des Zeigefingers an seiner Wurfhand zu. Man entschied sich für eine Operation und nahm ihn damit für den Rest der Saison aus dem Spielbetrieb.
Ohne Herbert schlossen die Chargers die Saison mit einer Bilanz von 5-12 und fünf Niederlagen in Serie ab, darunter einer 21:63-Niederlage gegen die Raiders, woraufhin Head Coach Brandon Staley sowie General Manager Tom Telesco entlassen wurden.

### Saison 2024
Die Chargers gingen mit Jim Harbaugh als Head Coach in die neue Saison.

### NFL-Statistiken
| Saison          | Team   | Spiele | Spiele      | Spiele       | Passing | Passing  | Passing   | Passing | Passing | Passing | Passing | Rushing  | Rushing | Rushing | Rushing |
| Saison          | Team   | gesamt | als Starter | Saisonbilanz | Pässe   | Versuche | Passquote | Yards   | TD      | INT     | QB-Rtg  | Versuche | Yards   | ⌀       | TD      |
| --------------- | ------ | ------ | ----------- | ------------ | ------- | -------- | --------- | ------- | ------- | ------- | ------- | -------- | ------- | ------- | ------- |
| 2020            | LAC    | 15     | 15          | 6 - 9        | 396     | 595      | 66,6 %    | 4.336   | 31      | 10      | 98,3    | 55       | 234     | 4,3     | 5       |
| 2021            | LAC    | 17     | 17          | 9 - 8        | 443     | 672      | 65,9 %    | 5.014   | 38      | 15      | 97,7    | 63       | 302     | 4,8     | 3       |
| 2022            | LAC    | 17     | 17          | 10 - 7       | 477     | 699      | 68,2 %    | 4.739   | 25      | 10      | 93,2    | 54       | 147     | 2,7     | 0       |
| 2023            | LAC    | 13     | 13          | 5 - 8        | 297     | 456      | 65,1 %    | 3.134   | 20      | 7       | 93,2    | 52       | 228     | 4,4     | 3       |
| 2024            | LAC    | 17     | 17          | 11 - 6       | 332     | 504      | 65,9 %    | 3.870   | 23      | 3       | 101,7   | 69       | 306     | 4,4     | 2       |
| Gesamt          | Gesamt | 79     | 79          | 41 - 38      | 1945    | 2926     | 66,5 %    | 21.093  | 137     | 45      | 96,7    | 293      | 1217    | 4,2     | 13      |
| Quelle: NFL.com |        |        |             |              |         |          |           |         |         |         |         |          |         |         |         |

## Persönliches
Justin Herbert hat einen Bachelor-Abschluss in Biologie und wurde 2019 mit der William V. Campbell Trophy ausgezeichnet, die an College-Football-Spieler mit der besten Kombination aus Erfolgen im Studium, sportlichen Leistungen und gemeinnützigen Aktivitäten verliehen wird. Herberts Großvater war in den 1960ern Wide Receiver bei den Oregon Ducks. Sein jüngerer Bruder Patrick ist ebenfalls Football-Spieler und spielt die Position des Tight Ends bei den Oregon Ducks. Sein älterer Bruder Mitchell spielte Wide Receiver bei den Montana State Bobcats.